# Tlachtli

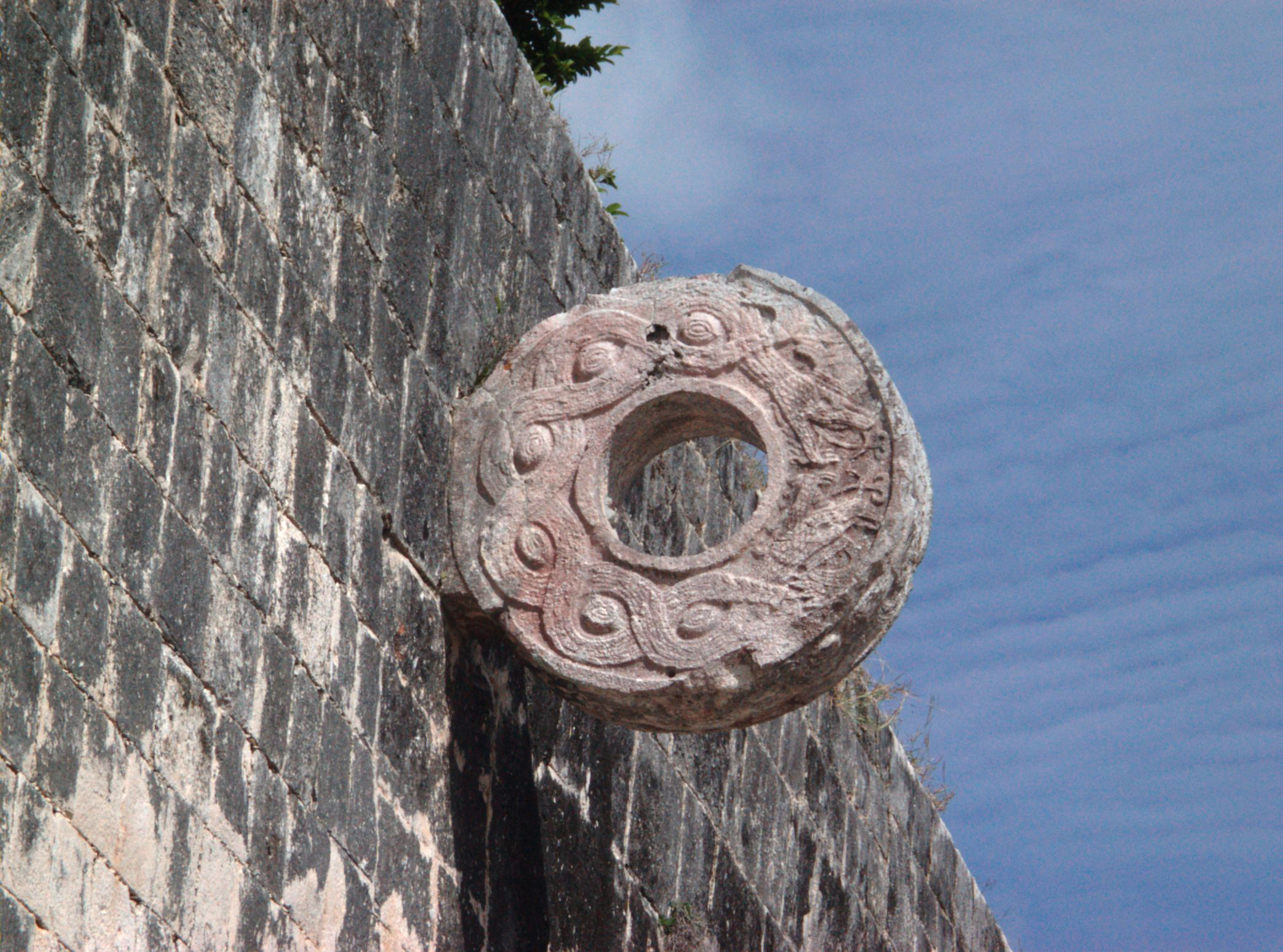
Una rete di palla messicana a Chichén Itzá

Il Tlachtli (chiamato tlachtli o ōllamaliztli in náhuatl; pits in maya classico; pok'ol pok in maya yucateco; o ancora taladzi in zapoteco) conosciuto in italiano come palla mesoamericana, palla centramericana o palla messicana, era uno sport sferistico praticato, al momento del suo apice, da quasi tutti i popoli precolombiani dell'America centrale. Oggi sopravvive solo in alcune comunità.

## Storia
Le prime testimonianze del gioco ci sono fornite dai Conquistadores, precisamente da Hernán Cortés e i suoi soldati al seguito. Egli osservò che gli autoctoni messicani erano soliti praticare un gioco a loro del tutto sconosciuto che si giocava con una palla di materiale elastico e tuttavia molto pesante. Cortés ne fu così colpito che, nel 1528, decise di portare al re Carlo V una squadra di giocatori di Tlachtli per dare spettacolo in Spagna.
Ma Cortés non si limitò a questo: assistette a numerose partite nelle quali - notò - erano frequentissime le escoriazioni, le ferite e, in certi casi, vere e proprie mutilazioni, questo anche a causa del pallone molto pesante (circa 2 kg).
Da come lo riporta Cortés, il Tlachtli era uno spettacolo molto bello a vedersi, per la sua spettacolarità e la sua originalità tattica. Si basava sul fatto che, in un rettangolo di circa 45x18, due squadre di 10 giocatori (ma il numero poteva variare a seconda delle usanze dei vari popoli) si passassero la palla senza mai farla cadere a terra usando soltanto cosce, spalle, il bacino e la testa. Se poi una squadra faceva passare il pallone all'interno di uno stretto cerchio di pietra posto a metà del campo in una posizione sopraelevata, allora quella squadra era dichiarata vincitrice. Cortés ci informa che non era, tuttavia, la squadra a vincere ma solo il fortunato giocatore che aveva fatto passare il pallone nel cerchio e che egli poteva esigere dal pubblico o dalla squadra sconfitta ogni genere di denaro, gioielli e cibo. Se poi a vincere era il capitano, allora a lui si dovevano attribuire i massimi onori e non di rado i giocatori della squadra sconfitta venivano sacrificati al dio del gioco Xolotl, per placarne la collera.
Ultimamente, si sta indagando circa la possibilità che fosse il capitano della squadra vincente a essere sacrificato, in quanto la morte non era ritenuta una minaccia ma un dono, che permetteva l'avvicinarsi agli Dei.

### Il Tlachtli nelle società precolombiane e la sua origine
A conferma di quanto fosse rilevante la presenza del Tlachtli nelle società centroamericane, i diari di Cortés riportano che gli autoctoni erano soliti prendere parte alla visione del gioco in massa e che, tra i potenti, sovente si scommettevano notevoli fortune, principati o armi. Chi però apparteneva alla massa popolare doveva accontentarsi di scommettere schiavi o le 
proprie mogli.
L'origine del Tlachtli è oscura, ma si pensa che esso sia stato ideato per nella città di Copán (Honduras) e che da lì si sia diffuso tra tutte le popolazioni centroamericane e tra le comunità più importanti come Vera Cruz e Tabasco. Da lì passò a espandersi nei piccoli Stati e arcipelaghi confinanti, come per esempio El Salvador e Antille.

### Il Tlachtli oggi e le sue regole
Attualmente questo gioco è praticato solo in alcune e circoscritte aree del Messico e viene definito ulama. Può essere paragonato alla pallavolo.